# 穆茨达里法赫
穆兹达理法,也译为穆兹代立法（阿拉伯语：‎）是靠近沙特阿拉伯麦加的一个水平区域，为回教朝觐的主要地区，和阿拉伯语中的‎（即朝聖）有关。
它位于米娜的西部，在米娜和阿拉法特山之间的路上。该区域的مشعر مزدلفة总面积963公顷，其中682公顷供朝圣者使用。现在该区域设有麦加轻轨三处车站，分别为穆兹代立法1，穆兹代立法2，穆兹代立法3。

## 朝觐相关仪式[5]
穆兹代立法是穆斯林朝圣者在进行朝觐仪式时经过的第三个圣地，它位于米纳和阿拉法特两处圣地之间。在回历12月9日日落以后，朝觐者在那里并礼昏礼和宵礼缩短祈祷。 按照传统习惯朝圣者在穆兹代里法过夜，直到第二天清晨，也就是开斋节那天，他们在黎明祈祷，收集小石子，然后在米纳区的贾玛拉射石打鬼场进行射石活动。

## 宗教律例
在朝觐仪式中，驻穆兹代立法是必要条件（واجب），如果缺失要做宰牲罚赎。